# Er Yoc’h
Er Yoc’h oder Er Yoh ist eine Gezeiteninsel nahe der Küste der Île d’Houat im Département Morbihan in der Bretagne in Frankreich. Bei Ebbe ist es durch einen Tombolo mit dem Strand der Hauptinsel verbunden. Er Yoc’h ist Teil des Archipels von Houat. Es liegt etwa 100 Meter östlich von En Tal Point. Die Insel erhebt sich bis auf etwa 22 m über dem Meeresspiegel.

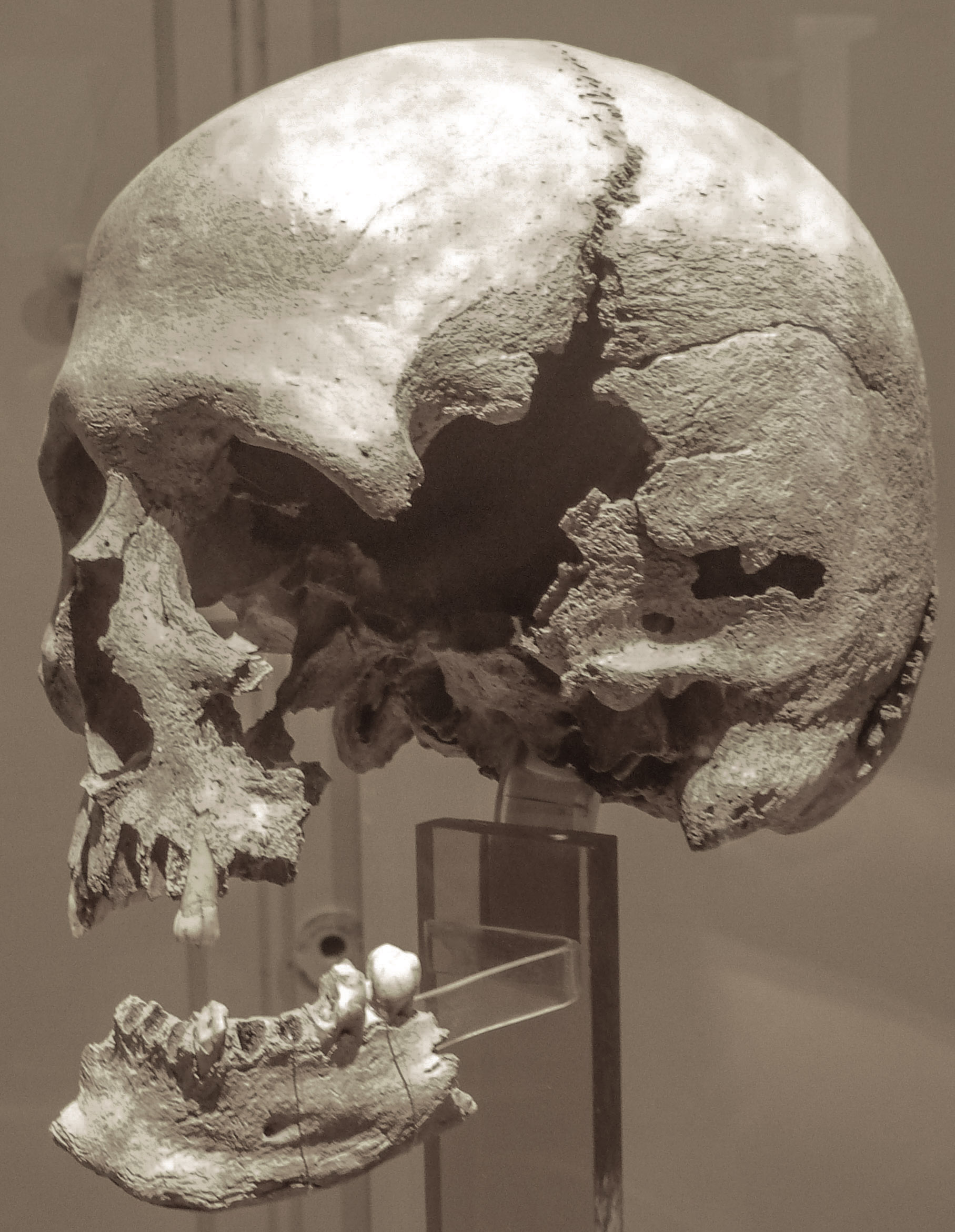
Kopf des Mannes von Er Yoc’h – Museum von Carnac

Die Insel enthält prähistorische Überreste, darunter einen Lagerplatz vom Ende des 4. Jahrtausends v. Chr. der viele Überreste von Keramik und Faunen enthielt, die die Bedeutung der vielleicht nur saisonalen Nutzung der Insel für die Jagd belegen. Die Stelle wurde 1924–1925 von Zacharie Le Rouzic (1864–1939) ausgegraben.
Die Insel wurde 1927 als Monument historique eingestuft.